# Thoralf Alfsson
Ola Thoralf Alfsson, född 13 oktober 1957 i Södra Vi församling i Kalmar län, är en svensk före detta politiker. Han var ordinarie riksdagsledamot för Sverigedemokraterna 2010–2014, invald för Östergötlands läns valkrets.
Alfsson deltog bland annat i utformningen av Sverigedemokraternas valmanifest 2010 där han var engagerad i frågan om brottsoffers ställning i samhället och om en ersättningsgaranti (skadestånd) till dessa.
I riksdagen var han ledamot i skatteutskottet 2012–2014 (dessförinnan suppleant i utskottet från 2010). Han var även suppleant i arbetsmarknadsutskottet, civilutskottet, EU-nämnden, finansutskottet, försvarsutskottet, justitieutskottet, konstitutionsutskottet, kulturutskottet, miljö- och jordbruksutskottet, näringsutskottet, socialförsäkringsutskottet, socialutskottet, trafikutskottet och utbildningsutskottet.
I riksdagen motionerade han bland annat i frågor om energipolitik, kriminalpolitik, invandringsfrågor och kulturfrågor.
En socialdemokratisk politiker i Östergötland dömdes 2011 för förtalsbrott mot Alfsson efter att på sin blogg ha lagt ut en bild på Alfsson som Adolf Hitler i uniform. Domen sattes till 50 dagsböter och skadestånd på 5 000 kr.
4 juni 2012 fällde Malmö tingsrätt Alfsson för förtalsbrott begånget gentemot Fredrik Jönsson på  Alfssons blogg år 2008. Enligt tingsrätten var inläggets syfte att utsätta en politisk motståndare för andras missaktning. Domen blev att Alfsson skulle betala 5 000 kronor i skadestånd till mannen och ersätta hans rättegångskostnader.
Alfsson var från valet 2006 ledamot av Kalmar kommunfullmäktige. I november 2018 uteslöts Alfsson ur Sverigedemokraterna att ha skrivit ett inlägg med mycket grovt språkbruk på Sverigedemokraterna i Kalmars officiella Facebook-konto. Även ett antal blogginlägg bidrog till uteslutningen. Alfsson satt därefter kvar i kommunfullmäktige som politisk vilde. I december 2018 uttalade han att han planerade att bilda ett nytt, lokalt parti. Partiet, med namnet Framtid Kalmar, fick i valet 2022 1,4 % av rösterna och kom inte in i kommunfullmäktige.